# Клементьевская (Архангельская область)
Клементьевская — деревня в Шенкурском районе Архангельской области. Входит в состав муниципального образования «Ровдинское».

## История
Указана в «Списке населённых мест по сведениям 1859 года» в составе Шенкурского уезда(1-го стана) Архангельской губернии под номером «2090» как «Клементовская». Насчитывала 7 дворов, 33 жителя мужского пола и 40 женского.
В «Списке населенных мест Архангельской губернии к 1905 году» деревня Клементьевская(Юшмановская) насчитывает 15 дворов, 52 мужчины и 56 женщин. В административном отношении деревня входила в состав Верхосуландского сельского общества Верхосуландской волости.
На 1 мая 1922 года в поселении 23 двора, 57 мужчин и 76 женщин. Деревня входит уже в состав Михайловского сельского общества Михайловской волости, которая была выделена 1 марта 1918 года из Верхосуландской волости.

## География
Деревня расположена в южной части Архангельской области, в таёжной зоне, в пределах северной части Русской равнины, в 71 километрах на юго-запад от города Шенкурска, на правом берегу реки Суланда, притока Пуи. Ближайшие населённые пункты: на юге, на противоположенном берегу реки, деревня Жильцовская.

### Часовой пояс
Клементьевская, как и вся Архангельская область, находится в часовой зоне МСК (московское время). Смещение применяемого времени относительно UTC составляет +3:00.

## Население
| 2002 | 2010 | 2012 |
| ---- | ---- | ---- |
| 5    | ↘0   | →0   |